# Bismila
Bismila (arabsko بسملة Bismillahi ar-Rahman ar-Rahim) tudi Basmala = v imenu Alaha) je molitveni obrazec, s katerim se začenja vsako koransko poglavje, razen devetega: »V imenu Alaha, Vsemilostnega in Vseusmiljenega!« V Islamu se s tem obrazcem začenja vsak pomembnejši arabski dokument. Bismila je izpisana je tudi na amuletih. Večkrat se jo ponavlja kot del muslimanskih dnevnih molitev in je običajno prvi stavek v preambuli k ustavi v muslimanskih državah. 
Po islamski teologiji sta ar-Rahman in ar-Rahim dve najpomembnejši Alahovi imeni od 99-tih.